# 县佐
县佐是中华民国初年的地方官职，为县知事的佐理，其办公处所位于县内、县城外之要地，不与县政府同处。实际为清代县丞或巡检的翻版。后废。

## 外部連結
[在维基数据编辑]
 《欽定古今圖書集成·明倫彙編·官常典·縣佐部》，出自陈梦雷《古今圖書集成》